# Kolná
Kolná (1869 Jochoz; německy Jagdhase, polsky Kolna) je malá vesnice, část obce Brumovice v okrese Opava. Nachází se asi 3 km na západ od Brumovic. V roce 2009 zde bylo evidováno 19 adres. V roce 2001 zde trvale žili tři obyvatelé
Kolná leží v katastrálním území Úblo o výměře 5,56 km2.

## Název
Jméno vesnice pochází od obecného kůl. Jméno mohlo vyjadřovat ves postavenou z kůlového dřeva, motivací pojmenování také mohla být stráň porostlá stromy sloužícími jako zdroj kůlů na stavbě a podobně. O německém Jagdhase byla vyslovena domněnka, že to je hlásková obměna původního českého Ochoz (s přikloněním začátku slova k obecnému Jagd - "lov"), avšak vzhledem k nedostatku písemných dokladů ji nelze spolehlivě potvrdit.

## Historie
První písemná zmínka o obci pochází z roku 1780.

## Pamětihodnosti
- Kaple